# Archipel de James Ross
L'archipel de James Ross est un groupe d'îles situé près de la péninsule de la Trinité sur  la pointe nord-est de la péninsule Antarctique.

## Description
Les plus grandes îles du groupe sont l'île James Ross, l'île Snow Hill, l'île Vega et l'île Seymour. Les îles se trouvent au sud du groupe des îles Joinville. Le groupe contient plusieurs bases scientifiques, notamment la base Marambio (sur Seymour), et de nombreux sites paléontologiques importants.
Les autres îles du groupe sont : Lockyer et Eagle.